# Nils van ’t Hoenderdaal
Nils Jens van ’t Hoenderdaal (* 3. Oktober 1993 in Amsterdam) ist ein ehemaliger niederländischer Radsportler, der hauptsächlich auf der Bahn aktiv war.

## Sportliche Laufbahn
2012 wurde Nils van ’t Hoenderdaal niederländischer Vize-Meister im Keirin. Bei den nationalen Bahnmeisterschaften im Jahr darauf belegte er im Keirin sowie im Sprint jeweils Platz vier. Im Januar 2014 gewann er gemeinsam mit Hugo Haak und Matthijs Büchli den Teamsprint beim dritten Lauf des Bahnrad-Weltcups 2013/14 in Guadalajara. Bei den Bahn-Europameisterschaften (U23) 2014 gewann van ’t Hoenderdaal gemeinsam mit Büchli und Jeffrey Hoogland die Goldmedaille im Teamsprint. 2015 wurde er im schweizerischen Grenchen gemeinsam mit Hoogland und Haak Europameister der Elite im Teamsprint.
2016 wurde van ’t Hoenderdaal für den Start im Teamsprint bei den Olympischen Spielen in Rio de Janeiro nominiert. Gemeinsam mit Jeffrey Hoogland und Theo Bos belegte er Rang sechs. 2018 wurde er sowohl Weltmeister (mit Harrie Lavreysen, Matthijs Büchli und Hoogland) wie auch Europameister (mit Lavreysen, Roy van den Berg und Hoogland) im Teamsprint. Die vier Fahrer gewannen gemeinsam ebenfalls den Teamsprint bei den  Europaspielen 2019, und das niederländische Team gewann mit seiner Beteiligung zwei Läufe des Bahnrad-Weltcups 2018/19. Nachdem er nicht für die Olympischen Spiele in Tokio nominiert worden war, erklärte er im August 2021 seinen Rücktritt vom aktiven Radsport.

## Auszeichnungen
Im Dezember 2018 wurde Nils van ’t Hoenderdaal gemeinsam mit Matthijs Büchli, Harrie Lavreysen, Jeffrey Hoogland und Roy van den Berg als niederländische „Mannschaft des Jahres“ ausgezeichnet. Die Jaap Eden Trofee wurde ihnen von Fußballer Rafael van der Vaart überreicht.

## Erfolge
2013
- Bahnrad-Weltcup in Guadalajara – Teamsprint (mit Matthijs Büchli und Hugo Haak)

2014
- U23-Europameister – Teamsprint (mit Matthijs Büchli und Jeffrey Hoogland)

2015
- Europameister – Teamsprint (mit Hugo Haak und Jeffrey Hoogland)

2016
- Weltmeisterschaft – Teamsprint (mit Matthijs Büchli und Hugo Haak)

2017
- Weltcup in Manchester – Teamsprint (mit Harrie Lavreysen und Jeffrey Hoogland)

2018
- Weltmeister – Teamsprint (mit Harrie Lavreysen, Matthijs Büchli und Jeffrey Hoogland)
- Europameister – Teamsprint (mit Harrie Lavreysen, Roy van den Berg und Jeffrey Hoogland)
- Weltcup in Berlin – Teamsprint (mit Harrie Lavreysen und Jeffrey Hoogland)

2019
- Europaspielesieger – Teamsprint (mit Harrie Lavreysen, Jeffrey Hoogland und Roy van den Berg)
- Bahnrad-Weltcup in Minsk – Teamsprint (mit Harrie Lavreysen, Jeffrey Hoogland und Sam Ligtlee)
- Bahnrad-Weltcup in Glasgow – Teamsprint (mit Harrie Lavreysen, Jeffrey Hoogland und Sam Ligtlee)